# Kerkhof van Saint-Maur
Het Kerkhof van Saint-Maur is een gemeentelijke begraafplaats in het Belgische dorp Saint-Maur, een deelgemeente van Doornik. Het kerkhof ligt in het dorpscentrum rond de Église Saint-Pierre en wordt door een natuurstenen muur omgeven. De toegang bestaat uit een dubbel metalen traliehek.

## Brits oorlogsgraf
Op het kerkhof ligt het graf van een Australische gesneuvelde uit de Eerste Wereldoorlog. Sapper D.F. Corkery diende bij het Australian Tunnelling Corps en kwam om het leven op 2 november 1918.
Zijn graf wordt onderhouden door de Commonwealth War Graves Commission en is daar geregistreerd onder St. Maur Churchyard.